# レイジング・ファイア
『レイジング・ファイア』（原題：怒火、中国大陸題：怒火・重案、英題：Raging Fire）は2021年の香港・中国合作映画。2020年8月に逝去したベニー・チャン監督の遺作となった。
続編的作品として『怒火漫延』が2023年に撮影開始。

## 概要
本作はドニー・イェン、ニコラス・ツェーのダブル主演となっており、この2人が共演するのは2006年の香港映画『かちこみ!ドラゴン・タイガー・ゲート』以来となる。ドニー・イェンと長年タッグを組むアクション監督の谷垣健治が、本作のクライマックスシーンなどのアクションコーディネーターを務めている。香港における上映延期により、結果的に先行上映された中国大陸では、本作は大変な人気を博し、興行収入は13.3億人民元（1人民元＝18円で換算すると約240億円）に達した（香港での上映が遅れた理由は後述）。
本作は正義に燃える香港警察の警官ボンと、ある事件をきっかけに警察を辞めざるを得なくなり、自らを使い捨てにした香港警察への復讐を誓う凶悪犯罪者ンゴウの激しい衝突を描いている。

## ストーリー
香港警察は、長年追いかけてきたベトナムマフィアと、香港マフィア・ウォンの薬物大量取引の現場を抑えるべく、イウ警部（レイ・ロイ）をリーダーとする捜査チームが極秘に現場に乗り込んだ。そこに仮面を被った謎の5人組が突然現れ、ベトナムマフィアとウォン、そしてイウ警部を含む香港警察チームの多数を銃器を用いて惨殺する。謎の5人組は薬物を横取りし、香港・茶果嶺（チャークオレン）のマフィアのボスであるマンクワイ（ベン・ラム）に売り渡す。
香港警察上層部の政治的圧力で今回の麻薬捜査から外されたボン（ドニー・イェン）は、この事件の背後に警察の後輩だったンゴウ（ニコラス・ツェー）が関与している可能性に気づく。ボンは茶果嶺にあるマンクワイたちのアジトで捜索を行うが、激しい格闘になる。下水道に逃亡したマンクワイは地上に這い上がって走り出すが、路上で5人組のメンバーの1名が運転する車に撥ねられ絶命。ボンは、ンゴウたちへの重要な手がかりを失ってしまう。
時を遡ること4年前。香港大手銀行の会長フォック（サミュエル・クオック・フン）の誘拐事件が発生した。香港警察のシートウ副総監（ベン・ユエン）は、資産家のフォックの救出を優先するため、拷問を使っても構わないとンゴウたちに指示。ンゴウたち5人の警官は上層部の指示に従って容疑者に港で激しい拷問を加え、フォックの居場所を割り出した結果、フォックは無事救出された。ンゴウの先輩であるボンは遅れて現場に到着したが、容疑者は既に死んでいた。ボンは過激な拷問で容疑者を死に至らしめたンゴウを現場で責めるが、ンゴウはあくまでも上層部の指示に従っただけだと言い張った。
その後、ンゴウたち5人の警官は傷害致死容疑で香港警察に逮捕される。シートウ副総監は捜査に拷問を用いても構わないと指示したことを法廷で否定し、ボンもンゴウたちの暴行を目撃したことを証言したため、ンゴウたち5人の警官は有罪となり、刑務所に収監される。
上層部の指示に従ったにもかかわらず犯罪者にされ、人生を滅茶苦茶にされたンゴウたち5人の元警官は香港警察とフォックへの復讐を誓い、出所後に凶悪な強盗団を結成した。これが、冒頭の事件の全容であった。
その後、ンゴウたちは香港警察を挑発するかのように、証拠がないにもかかわらずわざと出頭する。かつては警察の先輩だったボンがンゴウの取り調べに当たるが、香港警察の規定では証拠がない場合は出頭後48時間で釈放せざるを得ないため、ンゴウは警察から堂々と出所してしまう。
今度はボンが警察上層部から責任を問われることになったが、状況を察した香港警察警視監のロック（サイモン・ヤム）は、自らの「体調不良」を理由に、わざとボンの処分判定を24時間延期。ボンの捜査現場への復帰を認める。
「復讐の鬼」と化したンゴウは、さらなる暴走を始める。ンゴウたちは副総監シートウの首に脈拍と連動する爆弾を巻きつけ、拳銃を持たせた上でボンの妻（チン・ラン）が講師を務めるバレエスクールを襲撃させる。結局、シートウは香港警察により射殺されてしまう。
さらに、ンゴウはマフィアのウィン（ケン・ロー）に取引を持ちかけるも、破談後に何のちゅうちょもなくウィンを射殺。そして、現場に偽の襲撃計画が記録されたUSBメモリを放置して香港警察にわたるように仕向けた。香港警察はンゴウの偽データに騙されて別の銀行の警戒に当たる中、ンゴウたちのグループはフォックが経営する銀行を堂々と襲撃。フォックの銀行から金庫から多額の現金を奪った上、フォックを射殺する。
自らの人生を破滅させたシートウ副総監とフォックに復讐を果たしたンゴウの最後のターゲットは、警察の先輩でもあるボンであった。
香港の街中で見境なく銃火器を平然とぶっ放し、手榴弾を投げつけて多数の善良な香港市民を死傷させる冷酷非道で凶悪なンゴウたちの暴走を止めるべく、正義感あふれる警官ボンの壮絶な死闘が始まる。

## キャスト
日本語版では広東語読みの愛称をカタカナ転記した表記となっているが、漢字文化圏の日本人にとって非常に分かりづらいため、本項では中国語版Wikipediaなどを参考に愛称（日本語常用漢字表記）、中国語フルネーム（繁体字表記）と、イェール式広東語ピンイン、俳優名の順で役名を記載する。
- ボン（「邦」：張崇邦 [jeung1 sung4 bong1]） - ドニー・イェン（甄子丹）、日本語吹替 - 大塚芳忠[7]
- ンゴウ（「敖」：邱剛敖 [yau1 gong1 ngou4]） - ニコラス・ツェー（謝霆鋒）、日本語吹替 - 高橋広樹[7]
- ボンの妻（藍可盈 [laam4 ho2 ying4]） - チン・ラン（秦岚）、日本語吹替 - 内野恵理子[7]
- ロック警視監（「駱」：駱智輝 [lok3 ji3 fai1]） - サイモン・ヤム（任達華）、日本語吹替 - 石原辰己[7]
- タイ（「戴」：戴卓賢 [daai3 cheuk3 yin4]） - ケニー・ウォン（黃德斌）
- ポウ（「宝」：袁家寶 [yun4 ga1 bou2]） - パトリック・タム（譚耀文）、日本語吹替 - 佐久間元輝[7]
- イウ（「姚」：姚若成 [yiu4 yeuk6 sing4]）- レイ・ロイ（中国語版）（呂良偉）
- シートウ副総監（「司徒」：司徒傑 [si1 tou4 git6]）- ベン・ユエン（中国語版）（袁富華）
- フォック（「霍」：霍兆堂 [fok3 siu6 tong4]） - サミュエル・クオック・フン（中国語版）（郭鋒）
- マンクアイ（「猛鬼」：區萬貴 [keui1 maan6 gwai3]）- ベン・ラム（林國斌）
- ウィン（ 「栄」： 馬交榮 [ma5 gaau1 wing4]）- ケン・ロー（中国語版）（盧惠光）
- ハー警部（「夏」：夏智明 [ha6 ji3 ming4]）- カルロス・チャン（陳家樂）
- チュー（「朱」：朱旭明 [zyu1 juk1 ming4]）- ジャーマン・チョン（張文傑）
- ワー（「華」：羅劍華 [lo4 gim3 waa4]）- トニー・ウー （胡子彤）
- チュン（「荃」：莫亦荃 [mok6 jik6 cyun4]）- ユー・カン（喻亢）

## 製作
当初、ベニー・チャン監督はドニー・イェンとともに、メキシコの麻薬王と麻薬カルテルの物語を制作する構想を持っており、現地のロケハンまで行った。しかし、制作予算が多額に上ると見積もられたため、プロジェクトは一旦棚上げとなった。そこで、舞台を香港に変更して本作を製作することになった 。
本作の撮影は2019年7月25日に開始され、尖沙咀（チムサーチョイ）の北京道と広東道の屋外の路上シーンを中心に、4万平方フィート（約3,716平方メートル）を有するクォーリーベイ（鰂魚涌）のセットで撮影された。一部の爆破シーンは、北京道で撮影されている。
本作は香港では当初2021年7月30日に公開される予定だったが、その後2021年8月19日に延期された。そのため、結果的に香港よりも中国大陸における上映が先となっている。
2021年7月28日、本作は北京の英皇集団センターで初上映された 。広東省では中国時間で夕方（18：00-23：59）の同日、プレミア上映が開始された。7月29日14:00から、中国の一線・二線都市と広東省で上映された。
ドニー・イェンによると、編集後の第1版の上映時間は3時間にわたったという。しかし、第2版の上映時間2時間と大幅に短縮され、残念ながらカットされたシーンが多数あることを明かしている。ドニーは、映画会社が将来、本作を再編集することを期待していると述べている。ニコラス・ツェーは、本作におけるンゴウは、同じベニー・チャンが監督を務めた『新少林寺/SHAOLIN』よりもかなり陰湿で広範な描写になっていると述べているが、残念ながら上映版ではンゴウの多くのシーンがカットされた 。

## 興行収入と映画の評価
本作は中国本土で4週連続で興行収入1位を獲得し 、2021年の累積興行収入は3億人民元に達した 。
本作は2021年8月13日に北米において公開され、現地の映画評論家もこの映画を絶賛した。一部の映画評論家は、ドニー・イェンとニコラス・ツェーの魅力により、ベニー・チャン監督がかつての香港の映画スタイルを復活させたと説明している。
本作は2021年8月19日に香港で公開され、初日は140万香港ドルの興行収入、優先ショーの興行収入は合計170万香港ドルの興行収入を記録し、香港で最も高い興行収入を記録した。 2021年に上映した映画の中で最も多くの観客数を記録した。同日、シンガポールでも公開され、オープニング興行1位を獲得した 。 3日、興行収入は500万シンガポールドルを突破した 。
日本では『映画秘宝』2022年2月号において、映画評論家の江戸木純が本作について、近年の中国語圏映画としての完成度の素晴らしさを高く評価する一方で、本作も含めた香港映画全般が、中国資本の介入によって、香港警察の腐敗や社会の荒廃の描き方が「薄味」になっている点を指摘している。